# Mariano Rumor
Mariano Rumor, född 16 juni 1915 i Vicenza, Italien, död där 22 januari 1990, var en italiensk politiker tillhörande Democrazia Cristiana.

## Biografi
Rumor föddes i Vicenza i Veneto. Han valdes in till den konstituerande församlingen, som öppnade vägen för den nya italienska parlamentet i Republiken Italien, 1946. Han tjänstgjorde som Italiens premiärminister 1968-1970 och från 1973 till 1974.
År 1973 var inrikesminister Rumor attackerad av Gianfranco Bertoli, en erkänd anarkist. Fyra personer dödades genom explosionen, och 45 skadade, medan Rumor lyckades undkomma levande. Bertoli dömdes 1975 till livstidsstraff. 

## Politiska insatser
Under Rumors tid som premiärminister genomfördes ett antal progressiva reformer. En lag av 1969 utökade tillgång till högre utbildning för alla studenter som har gymnasieexamen, tidigare begränsat till studenter som kom från klassisk och, i vissa fall, naturvetenskaplig kursplan. 
Med en annan lag samma år infördes breda förbättringar för de allmänna pensionerna. En social pension infördes också för personer över 65 år med låga inkomster och utan någon form av pensionsrätt. Dessutom infördes levnadskostnadsindexeringen för alla pensioner (med undantag av sociala pensioner).
I en lag av 1970 förbättrades reglerna för ersättningar till hantverkare inom byggbranschen och 1974 höjdes den lagliga minimipensionen till 27,75% av den genomsnittliga industrilönen för 1973. Samma år utökades familjebidraget till INPS-pensionärer, i stället för barntillägg. Genom en lag av 1974 utvidgas sjukvårdsersättningen till alla dem som inte tidigare omfattades av någon stödordning.